# Joseba Kerejeta
Joseba Kerejeta Larruzea (Durango, Vizcaya, 1968 – Florida, Estados Unidos, 2016) fue un submarinista y deportista vasco, conocido por haber sido campeón del mundo de pesca submarina el año 2008, así como campeón de España el año 2006 y nueve veces campeón de Euskadi.

## Biografía
Joseba Kerejeta Larruzea nació en Durango (Vizcaya) el 19 de octubre de 1968, localidad en la cual realizaría sus estudios, asistiendo al colegio San José de la Compañía de Jesús. Kerejeta comenzó a practicar el submarinismo a los doce años, llegando a cruzar el Atlántico en vela a los veinte y trabajando como tripulante de barco para personalidades como Jean Michel Jarre.
Comenzó a participar en competiciones de pesca submarina en 1996. El año 2014 se vio obligado a abandonar la alta competición después de un accidente por mala descompresión, tras lo cual continuó vinculado al deporte de la pesca submarina participando en conferencias y cursos. En abril del año 2016 se encontraba en la Florida (EE.UU) para impartir una conferencia cuando sufrió un nuevo percance que acabó ocasionándole la muerte.
Joseba Kerejeta fue bombero de profesión y parte del personal del cuerpo de bomberos de Derio. Fue también autor de artículos y protagonista de películas sobre submarinismo. Una de las más importante es Pescando entre tiburones, realizada por Héctor Ripollés, uno de los mayores expertos de cine submarino español.

## Trayectoria deportiva
El octubre del año 2008, Kerejeta participó en el XXVI Campeonato del Mundo de pesca submarina que se celebró en Isla de Margarita (Venezuela) y en el que participaron ochenta pescadores de veintiún países durante dos días de competición. Kerejeta se alzó con la victoria con un coeficiente de 181.705 puntos sobre un máximo de 200.000. Trató de revalidar su título durante los campeonatos celebrados el año 2010 en Croacia, quedando octavo.

### Títulos
- Campeón individual absoluto del mundo de pesca submarina (2008-2010)
- Campeón de España de pesca submarina 2006.
- Tercer clasificado en el campeonato Euro-Africano 2009 (Argelia).
- Nueve veces Campeón de Euskadi de pesca submarina (entre 1996 y 2010).